# Бікелату
Бікелату (рум. Bicălatu) — село у повіті Клуж в Румунії. Адміністративно підпорядковане місту Гуєдін.
Село розташоване на відстані 360 км на північний захід від Бухареста, 43 км на захід від Клуж-Напоки.

## Населення
За даними перепису населення 2002 року у селі проживали 406 осіб, з них 403 особи (99,3%) угорців. Рідною мовою 405 осіб (99,8%) назвали угорську.